# Clara Bell
Clara Bell (geboortenaam  Poynter) (Westminster, 1835 - 1927) was een Engelse vertaalster.

## Loopbaan
Bell was de dochter van architect Ambrose Poynter en Emma Forster; haar broer was sir Edward Poynter, directeur van de National Gallery. Zij was een verre verwant van Edward Burne-Jones en Rudyard Kipling. Bell trouwde met bankier Robert Courtenay Bell (1816-1896), met wie zij zes kinderen kreeg.  
Bell beheerste de talen Engels, Frans, Duits, Deens, Nederlands, Italiaans, Noors, Russisch en Spaans goed. Zij vertaalde onder meer Louis Couperus, Honoré de Balzac, George Ebers, Joris-Karl Huysmans, Guy de Maupassant en anderen naar het Engels. Bell volgde onderwijs in Frankrijk, waar zij de Franse en Duitse taal goed leerde beheersen. Pas na haar veertigste verjaardag leerde zij ook de overige talen spreken en schijven. 
Zij bracht het grootste gedeelte van haar leven in Londen door.
Onder toezicht van George Saintsbury waren Bell, Ellen Marriage en Rachel Scott verantwoordelijk voor de vertaling in het Engels van het grootste gedeelte van Balzac's La Comédie humaine,  waarna eerder gemaakte vertalingen werden vervangen door deze. Het karig loon dat vertalers indertijd verdienden zorgde ervoor dat Bell en haar collega's het gehele werk snel af hadden maar desalniettemin staan de vertalingen van Bell bekend als goed leesbaar en nauwkeurig in het volgen van de oorspronkelijke tekst. In 1894 zorgde Bell voor de Engelse vertaling van een werk van Otto Eerelman onder de titel Horses and dogs (1894).

### Louis Couperus
Bell vertaalde in 1891 het boek Noodlot van Couperus (Engelse titel: Footsteps of faith). Deze vertaling verscheen in de reeks Heinemann's international library die onder redactie stond van Edmund Gosse (1849-1928). Gosse was geïnformeerd door Frederik van Eeden  over Noodlot, maar allereerst wees de in het Engels publicerende Nederlander Maarten Maartens (1858-1915) Gosse op deze roman. Bij deze Engelse vertaling van Noodlot schreef Edmund Gosse het voorwoord. De vertaling van Noodlot trok de aandacht van Oscar Wilde en daarop stuurde Wilde aan Couperus zijn The picture of Dorian Gray. Dit leidde ertoe dat Elisabeth Couperus-Baud zorgde voor de eerste buitenlandse vertaling van dit werk van Wilde.
Latere Engelse vertalingen van werken van Couperus (veertien stuks) werden door Alexander Teixeira de Mattos verzorgd.
- Bibliothèque nationale de France: cb17160683q (data)
- Gemeinsame Normdatei: 118104896
- International Standard Name Identifier: 0000 0000 8261 5260
- Library of Congress Control Number: no93013158
- MusicBrainz: 2773befd-dc00-409e-a771-0f16052a141e
- Nationale Bibliotheek van Tsjechië: xx0261915
- Nationale Bibliotheek van Israël: 987007281802205171
- Nederlandse Thesaurus van Auteursnamen: 305045075
- Système universitaire de documentation: 099527820
- Trove: 870060
- Virtual International Authority File: 1631148122890895200004